# Álvaro (Oleiros)
Álvaro es una freguesia portuguesa del concelho de Oleiros, con 33,63 km² de superficie y  habitantes (2001). Su densidad de población es de 9,4 hab/km².